# Creatura (film din 1985)
Creatura (în engleză Creature, cunoscut și ca The Titan Find) este un film SF de groază regizat de William Malone după un scenariu de Alan Reed. În rolurile principale au interpretat actorii Stan Ivar, Wendy Schaal, Lyman Ward, Annette McCarthy, Robert Jaffe, Diane Salinger și Klaus Kinski. Filmul conține câteva din primele efecte speciale create de Robert și Dennis Skotak, care vor continua să creeze efectele speciale ale filmului Aliens.
A avut premiera în martie 1985 (la Festivalul Internațional al filmelor fantastice de la Bruxelles) și la 8 mai 1985 (în Statele Unite ale Americii), fiind distribuit de Trans World Entertainment. Coloana sonoră a fost compusă de  Thomas Chase și Steve Rucker. 

## Rezumat
În prologul filmului, doi geologi ai corporației multinaționale americane NTI descoperă un vechi laborator extraterestru pe Titan, cel mai mare satelit al lui Saturn. În laborator se află un recipient asemănător unui ou care ține în viață o creatură extraterestră. Creatura iese și îi ucide pe cercetători. Două luni mai târziu, nava spațială a geologilor se prăbușește peste stația spațială Concorde, pe orbită în jurul Lunii, pilotul acesteia murind pe scaunul său. 

## Distribuție
- Stan Ivar - Captain Mike Davison
- Wendy Schaal - Beth Sladen
- Lyman Ward - David Perkins
- Robert Jaffe - Jon Fennel
- Diane Salinger - Melanie Bryce
- Annette McCarthy - Dr. Wendy H. Oliver
- Marie Laurin - Susan Delambre
- Klaus Kinski - Hans Rudy Hofner